# Laccocephalum hartmannii
Laccocephalum hartmannii är en svampart som först beskrevs av Mordecai Cubitt Cooke, och fick sitt nu gällande namn av Núñez & Ryvarden 1995. Laccocephalum hartmannii ingår i släktet Laccocephalum och familjen Polyporaceae.   Inga underarter finns listade i Catalogue of Life.